# 刘贵乙
刘贵乙（1931年7月—2016年3月4日），河南开封人，回族，中国男子篮球运动员、教练。曾担任中国篮协副主席、湖北篮协主席。1999年被评为新中国篮球50杰。